# ナンバーガール (漫画)
『ナンバーガール』は、谷川ニコによる日本の漫画。『月刊コミック電撃大王』（アスキー・メディアワークス）にて2010年8月号から2011年12月号にかけて不定期で9回読み切り掲載、2012年12月号から2014年10月号まで連載された。その後、『コミック電撃だいおうじ』（同社刊）に移籍し、Vol.1（2013年9月）から連載していた。『電撃大王ジェネシス』（同社刊）でも2回掲載された。
1（ファースト）から16（シックスティーンス）まで16人のクローン少女たちを主人公としたシュール・コメディ漫画作品。彼女らはクローン専門の学校で一般常識を学ぶと共に、それぞれの個性を獲得するよう教育を受けながら、日々を過ごしていく。

## 登場人物

### クローン少女
テクバクローン研究所付属学園に通うクローン。16人いる。外見的にも内面的にも非常に似通っており、初期はほとんど判別不能。唯一の外見的な差異は右目に刻印されたアラビア数字。現実のクローンと違って、実年齢は0歳にもかかわらず、見た目は11 - 13歳程度に成長している。生まれつきごく基本的な知識を有し、会話なども支障は無いが、一般常識を持たないため、さまざまなトラブルを起こす。性格は総じて食いしん坊で怠け者。全員身長は145センチメートル、体重35キログラム。スリーサイズは「ふつう」。頭脳・運動能力は小学生並だが、若干の個体差が存在する。第一回はまったく区別のつかなかった彼女らは、時が経つに連れて徐々に個性を持ち始めていく。服装は、全員ノースリーブで超ミニのワンピースという未来チックな制服をほとんど普段着同然に着用している。（担任がとあるきっかけで気付くまでは）私服も持っていなかった。髪は、初期状態では全員地面に着きそうなほど長いロングヘアー。就寝時は下着も寝間着も着用せず、全裸で寝ている。
1（ファースト）
番号順に並ぶことが多いため、彼女が代表になったり先頭になったりすることが多い。公園で本を読んでいたところ、ボーイフレンドができる。
2（セカンド）
3バカの1人。クローンの中で最も頭が悪く、物を壊すなどおっちょこちょいなところがある。嘘をつくのが下手。16と違い当たって砕けるタイプのオチ担当
3（サード）
8と同じく外見、頭ともに目立った個性がなく良くも悪くも平均的。順序の関係か1、2，4と行動を共にする機会が多いが、他の3人がかなりわかりやすい個性を手に入れているためほぼ空気と化している。
4（フォース）
通りすがりの女性に髪を結ってもらって以来、その髪型にしている。外見的に個性を持った最初のクローン。
5（フィフス）
黒髪のクローン少女たちと知り合いになる。机が教卓の前にあることもあり、次第に教室で積極的に発言したり、部活動を主宰するなど、回によっては主人公的役回りが増えるように。性格はぐうたらで、本をまったく読まないのでバカ扱いされている。
6（シックス）
牛乳を飲むと出るところが出るという話を耳にして以来、グラマーな体型を目指して一抱えもある特大の業務用ミルクをよく飲んでいる。
7（セブンス）
難問に際して知恵（？）を出すことが多く、仲間からも頭がいいと一目置かれている。次第に、勉強熱心で他よりもやや優等生的な性格へ。ひとりで自立しようとする面も現れるが、同時に「寂しさ」の感情も芽生えたような描写がなされた。
8（エイス）
3と同じく外見、頭ともに目立った個性がなく良くも悪くも平均的。徐々に周りの個性が強くなっていく中で言えば、初期の状態を維持し続けていることが個性と言えるかもしれない。主役回やそれなりに行動を起こすシーンもあり、同じ無個性でも3に比べれば遥かに出番に恵まれている。
9（ナインス）
読書週間に読んだ本で何かに目覚めたようで、そのまま黒髪にしてしまう。以後は腕を組みながらクールキャラを装うことが多くなるが、同時に恥ずかしいという感情を覚えたらしくクローンの中で唯一赤面することがある。
10（テンス）
私服を買いに行った際、店員の褒め言葉を真に受けて、奇怪なファッションセンスを身につける。
11（イレブンス）
最初の夏休みでうっかり日差しが当たる場所で昼寝してしまったため、その後も肌が色黒になる。あるきっかけから栗にトラウマを植え付けられる。
12（トゥエルフス）
3バカの1人。カミキリムシに本当に髪を切られたため、美容院でショートカットに整えてもらう。本人としてはパンチパーマにしたかった。本をまったく読まないのでバカ扱いされている。
13（サーティーンス）
熱中症対策で帽子を買いにいったところ、勘違いして大きなリボンを買ってきた。返品するよう言われたが、13のみその後も着用し続けている。比較的頭がいいせいか少々意地悪をすることが多く、特に16をパシらせていることが多い。
14（フォーティーンス）
15と仲が良く、屋内外問わず一緒に行動していることが多い。7の評価では15よりは頭が多少マシらしい。
15（フィフティーンス）
3バカの1人。14と仲が良く、屋内外問わず一緒に行動していることが多い。
16（シックスティーンス）
番号順で最後に位置するせいか、並び順でも後回しにされ、（オチ要員として）なにかと損な役回りになることが多い。

### その他の人々
先生
クローンたちの担任。姓名は不明。眼鏡をかけた成人女性であるが、身長はクローンたちと大差ない小柄で、胸が薄い。電子タバコをよく吸っている。勉強だけでなく生活面でも深く面倒を見ているが、常識を知らないクローンたちには度々振り回される。しばしば貧乳を詰られるが、その際は容赦なく(暴力行為同然の)体罰を実行する。
吾妻
一般常識担当の教師。黒髪の男性。なぜかクローンたちにはぞんざいに扱われている。
若森
保健医。巨乳の女性。
水守
音楽担当の教師。女性。
黒髪のクローン少女（たち）
主人公たちとは別の学校に通うクローン。全員で何人いるのかは明かされていないが、少なくとも「九」までいることが判明している。主人公たちと同様に見た目では判別できないが、右目に漢数字が刻印されている。作中で頻繁に登場するのは4人。その中でいつも一緒に行動している3人（「三」、「四」、不明）は、普段から目をつむっているように見えるため見分けが付きにくい（2巻にて夏休みに遊びすぎて燃え尽きた際に一時的に目が開いた）。主人公たちと比べると活動的でアウトドア派。昆虫の採集や飼育を趣味としている。リーダー格は「五（いつ）」。基本的に長髪だが、「九」はショートカットである。

## 単行本
- 谷川ニコ 『ナンバーガール』 KADOKAWA/アスキー・メディアワークス〈電撃コミックスNEXT〉、全3巻
  1. 2013年6月27日発売 ISBN 978-4-04-891783-4
  2. 2015年2月27日発売 ISBN 978-4-04-869207-6
  3. 2016年3月26日発売 ISBN 978-4-04-865742-6